# Giorgio Bandini (pittore)
Giorgio Bandini (Siena, 17 aprile 1830 – Siena, 16 marzo 1899) è stato un pittore e restauratore italiano.

## Biografia
Non si hanno notizie prima del suo ingresso all'Istituto di Belle Arti di Siena dove studiò pittura con Alessandro Maffei. Fu allievo, a partire dal 1851, di Luigi Mussini che lasciò una profonda impronta nella sua formazione artistica. La sua attività si indirizzò principalmente nei confronti dell’affresco e del restauro di opere pittoriche antiche verso le quali sono raccolte testimonianze di una sua abilità non comune.
Viene ricordato per aver decorato il loggiato, iniziato dal Maffei, del Palazzo Borghesi-Bichi, in Via di Città cui seguirono nel 1853 gli affreschi del Teatro dei Rinnovati, in parte lentamente ricostruito dopo il terremoto del 1798.
Fu peraltro autore anche dei bozzetti utilizzati per il rinnovo dei costumi delle contrade del Palio di Siena del 1878.

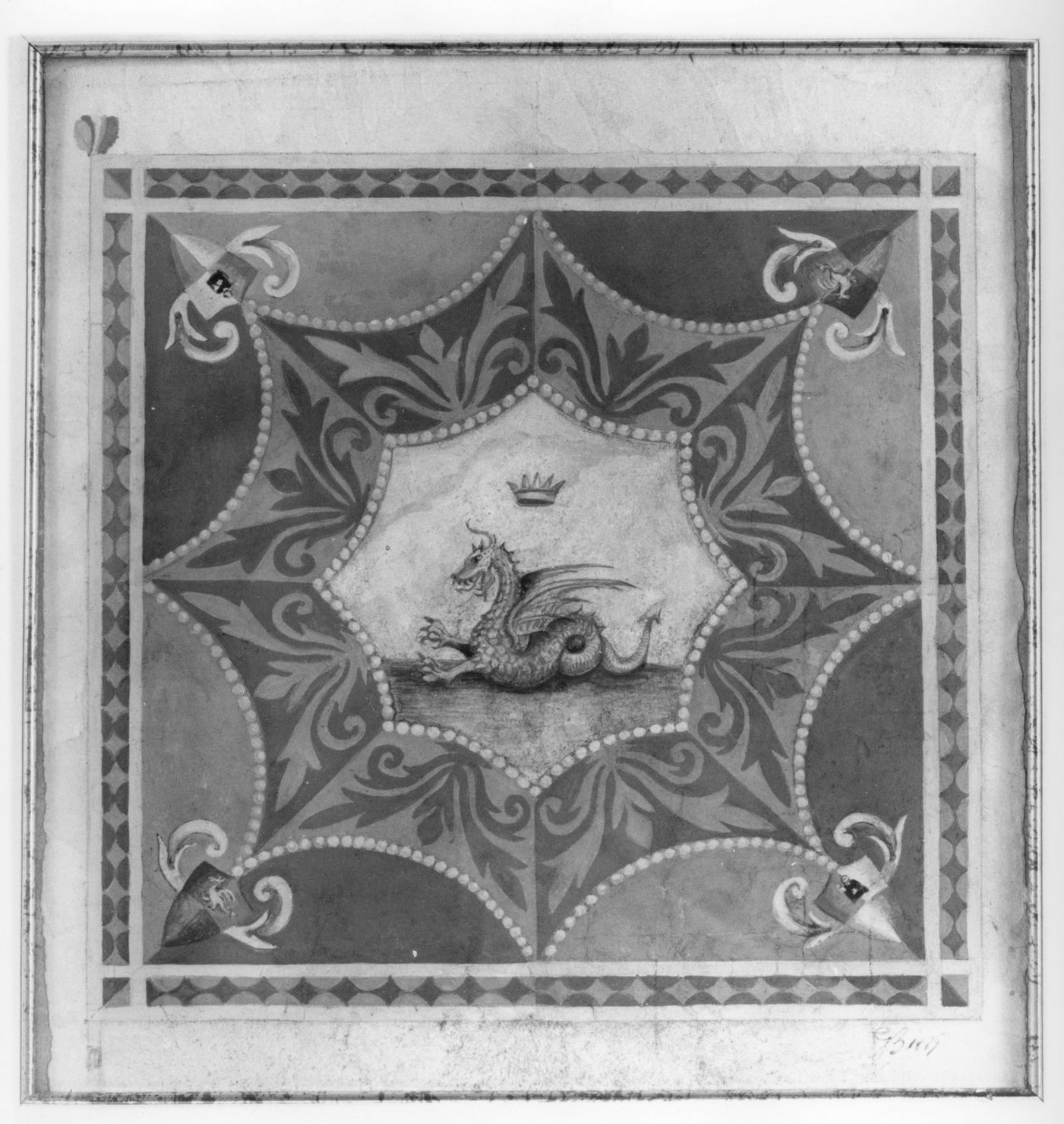
Disegno della bandiera della Contrada del Drago, 1889

Nel 1883 divenne docente di ornato presso l'Istituto di Belle Arti di Siena e successivamente anche di quella di Lucera. L'attività di Bandini si estese anche oltralpe a Nizza e a Londra, grazie soprattutto all'accuratezza del restauro. Operò anche alla sistemazione del Duomo di Orvieto tra il 1883 e il 1886, le cui pitture delle travi erano quasi scomparse, riuscendo a ripristinare le pitture originarie.
Eseguì vari restauri ed opere nei palazzi senesi come nella volta della Basilica di San Francesco e nel Palazzo del Capitano del Popolo a Siena, dove, probabilmente prima del 1879, elaborò una ricostruzione con arazzi disegnati, motivi geometrici e figure allegoriche in stile neo-giottesco. La sua opera fu richiesta anche nel restauro delle Loggia della Mercanzia. Il purismo che Bandini aveva appreso dal maestro Mussini lo ritroviamo nelle decorazioni del Palazzo delle Papesse, dove lavorarono altri puristi come Gaetano Brunacci, Gaetano Marinelli, Alessandro Franchi.
Nei dintorni di Siena lavorò nel Castello di Belcaro, nel Castello di Brolio e nella Villa Chigi Saracini a Castelnuovo Berardenga. Inoltre, fu attivo a Roma presso Palazzo Chigi-Odescalchi e Basilica di Santa Margherita a Cortona.
Il suo lavoro fu costretto ad interrompersi nel 1894 in seguito ad una paralisi. Bisogna ricordare anche il merito di Bandini, quale docente, poiché i drappelloni del Palio di Siena tra il 1895 e il 1908, dipinti da Pietro Loli Piccolomini e Carlo Merlini, furono entrambi suoi allievi, i quali inserirono per la prima volta nel disegno dello stendardo la rappresentazione di monumenti cittadini.
Dal 16 dicembre 2016 al 31 gennaio dell'anno seguente, in occasione dei duecento anni della Fondazione dell’Istituto d’Arte di Siena, si è tenuta la mostra, curata da Leonardo Scelfo, che ha voluto rendere omaggio da un lato agli artisti formatisi in quella accademia e dall'altro allo "scontro" tra il purismo di Luigi Mussini e gli artisti successivi che hanno tentato una via innovativa. Il titolo della mostra Innovazione e tradizione alle belle arti tra Otto e Novecento ha avuto luogo presso il Santa Maria della Scala. Tra gli artisti esposti, opere di: Giorgio Bandini, Guido Bianconi, Claudio Bulgarini, Amos Cassioli, Patrizio Fracassi, Alessandro Franchi, Primo Lavagnini, Cesare Maccari, Alessandro Maffei, Gaetano Marinelli, Luigi Mussini, Riccardo Panducci, Antonio Ridolfi, Arturo Viligiardi, Angelo Visconti.